# زاوود (مجارستان)
زاوود (به مجاری:  Závod) یک شهرداری در مجارستان است که در ناحیه بونیهاد واقع شده‌است. زاوود ۱۲٫۹۱ کیلومتر مربع مساحت و ۳۴۵ نفر جمعیت دارد.